# Seznam ameriških harmonikarjev
Seznam ameriških harmonikarjev.

## C
- Captain Beefheart

## F
- Dean Friedman

## H
- Slim Harpo
- Big Walter Horton
- Matt Hoyer

## J
- Flaco Jiménez

## L
- Lazy Lester

## M
- Charlie McCoy
- Ron McKernan
- Charlie Musselwhite

## S
- Louis Spehek

## T
- Sonny Terry

## W
- Sonny Boy Williamson I.
- Sonny Boy Williamson II.

## Y
- "Weird Al" Yankovic
- Frankie Yankovic